# Stigmatoteuthis hoylei
Stigmatoteuthis hoylei е вид главоного от семейство Histioteuthidae. Видът не е застрашен от изчезване.

## Разпространение и местообитание
Разпространен е в Еквадор (Галапагоски острови), Мадагаскар, Мексико, Перу и САЩ (Хавайски острови).
Обитава крайбрежията на океани и морета в райони с тропически и умерен климат.